# シュコダ・ファビアRS ラリー2

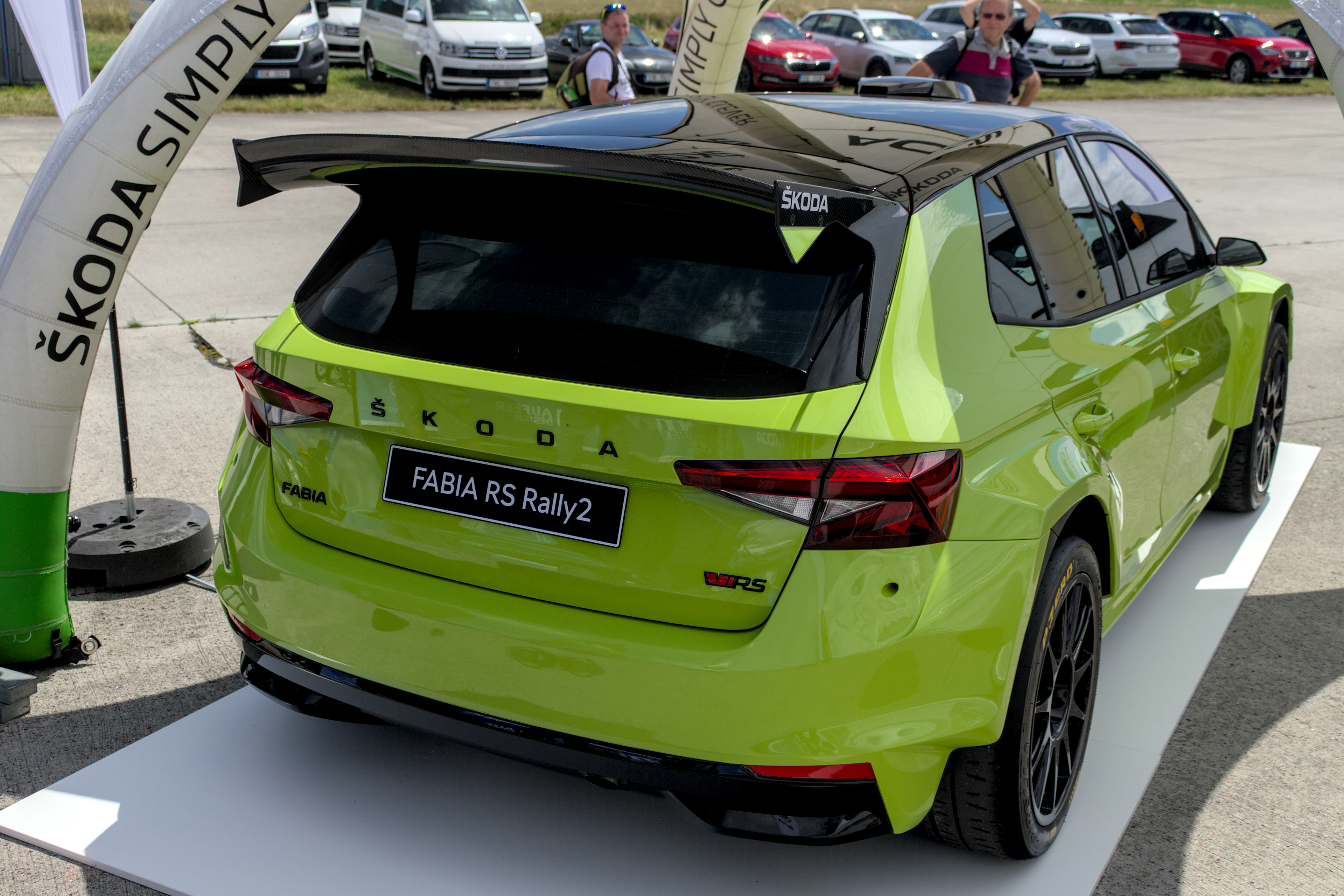

ファビアRS ラリー2（Fabia RS Rally 2）は、シュコダ・モータースポーツによりファビア ラリー2の後継として開発された、ラリー2規定にもとづいたラリーカーである。モデル名に含まれるようになった「RS」は「Rally Sport」を意味し、シュコダのモータースポーツ活動やスポーツグレードで用いられてきた記号である。
2021年にフルモデルチェンジし4代目となったファビアがベースとなり、ボディが大型化し、ホイールベースが長くなった。これを活かして、燃料タンクの配置変更など重量配分を改善し、インタークーラーを大型化している。足回りも、ボディにあわせて設計変更されるとともに改善が加えられた。ベース車の段階で改善された空力デザインや、新型のリヤウィングなどにより空力面を改善し、ダウンフォースは前モデル比2倍を獲得しているという。
エンジンは新規開発の、EA888型 2.0リットル TSIを1.6リットル化したターボエンジンで、214 kW (287 hp)・430 N·mを発揮する。
安全性能も手が入れられ、側面衝突安全性が強化された。

## 経歴
2021年夏、テスト開始。テストドライバーはアンドレアス・ミケルセン、ヤン・コペツキー、クリス・ミーク、エミル・リンドホルムが担当した。

### 2022年
2022年6月14日、チェコのムラダー・ボレスラフで公開した。
実戦デビューはラリー・フィンランド (8月) が予定されたが、パーツ供給の問題から見送られた。その後ヨーロッパラリー選手権のバルム・チェコ・ラリー・ズリーン、世界ラリー選手権のアクロポリス・ラリー (9月)、ラリー・デ・エスパーニャ (10月) への出場を計画したが同様に見送り、最終的にヨーロピアン・ラリー・トロフィーのラウジッツ・ラリー (ドイツ、11月) へアンドレアス・ミケルセンがトクスポーツから出場した。ミケルセンは10ステージ中6ステージでステージベストタイムを獲得し、2位に20秒以上の差を付けて優勝した。